# 더 차이니스 룸
더 차이니스 룸(The Chinese Room, 이전 명칭: thechineseroom)은 하프 라이프 2 모드 디어 에스더 및 리메이크 등 실험적인 1인칭 게임을 작업하는 것으로 유명한 영국의 독립 비디오 게임 개발 스튜디오이다. 2007년 포츠머스 대학교에 위치한 하프라이프 2용 모드 팀에서 출발하였으며, 이름은 존 설의 중국어 방(차이니스 룸)의 이름을 본땄으나 오리가미 로고는 일본의 상징의 하나이다.

## 비디오 게임 목록
| 연도 | 제목                          |
| ---- | ----------------------------- |
| 2008 | Conscientious Objector (모드) |
| 2008 | 디어 에스더 (모드)            |
| 2008 | Antlion Soccer (모드)         |
| 2009 | Korsakovia (모드)             |
| 2012 | 디어 에스더 (리메이크)        |
| 2013 | 암네시아: 어 머신 포 피그스   |
| 2015 | 에브리다비스 곤 투 더 랩처    |
| 예정 | Total Dark                    |